# David Stoddart
David Ross Stoddart (15 november 1937 Stockton-on-Tees – 23 november 2014 Berkeley) was hoogleraar geografie aan de University of California, Berkeley.

## Levensloop
Stoddart werd geboren in Stockton-on-Tees. Hij was al in zijn jeugd geïnteresseerd in geografische onderwerpen, vooral in de geografie van Tibet en de Himalaya mede door de expedities van Edmund Hillary en Tenzing Norgay in 1953. Hij was onder de indruk van het boek van  William Morris Davis over koraalriffen (‘The Coral Reef Problem’). Dit deed hem besluiten tropische geografie te gaan studeren. Een beurs stelde hem in staat te gaan studeren aan het St. John’s College in Cambridge in 1956. Het hoofd van het Department of Geography in Cambridge was Alfred Steers, een specialist op het gebied van kustgeomorfologie. Het studierooster bood veel ruimte om veldwerk en excursies te doen. Stoddart besloot voordat hij zich ging specialiseren eerst verkennende reizen te maken naar gebieden in drie verschillende continenten. Zo bereisde hij achtereenvolgens India, Sierra Leone en Colombia.
Na de voltooiing van zijn studie in 1959 kreeg hij de kans deel uit te maken van een expeditie naar Belize (het toenmalige Brits-Honduras). Zijn taak was het in kaart brengen van koraalriffen en eilanden. De daarop gebaseerde geomorfologische analyses vormden de basis voor een levenslange bemoeienis met koraalriffen, atols en zoutmoerassen. In 1961 en 1962 was hij andermaal in Belize, voor en na de orkaan Hattie. Tijdens zijn veldwerk in 1962 ontving hij van Alfred Steers, zijn promotor, het aanbod voor een benoeming als Demonstrator bij het Department of Geography in Cambridge. In 1964 behaalde hij zijn Ph.D. Hij bleef in Cambridge tot zijn vertrek naar Berkeley in 1987, waar hij als hoogleraar Geografie bleef werken tot zijn emeritaat in 2000.
Gedurende 40 jaar was Stoddart gemiddeld 3x per jaar op veldwerk in de tropen en dit werk in de tropische zon eiste zijn tol in de vorm van ernstige huidkanker op zijn hoofd en armen. In combinatie met diabetes zorgde dit voor een steeds slechter wordende fysieke gesteldheid. Hij overleed in 2014.

## Wetenschappelijk werk

### Koraalriffen en reuzenschildpadden
Stoddart publiceerde in 40 jaar een indrukwekkende hoeveelheid rapporten over de stand van zaken op de overal in de wereld bedreigde koraalriffen. Het merendeel is gepubliceerd in ‘Atoll Research Bulletin’ van het Smithsonian Institution in Washington. Zijn strijd voor het behoud van de ecologische infrastructuur van het Aldabra atol vestigde zijn naam als een autoriteit op het gebied van het atolonderzoek. In 1966 kreeg Stoddart de kans mee te gaan op een expeditie naar Aldabra. De Britse regering had plannen dit deel van de Seychellen te gebruiken voor het vestigen van een militaire basis en de expeditie was bedoeld voor een verkenning van de ecologische infrastructuur van het gebied. Stoddart concludeerde dat de atol met zijn bijzondere kolonie zeevogels en met de aanwezigheid van duizenden Reuzenschildpadden als natuurgebied behouden moest blijven. De vestiging van een militaire basis zou catastrofale gevolgen hebben voor flora en fauna. Na jaren van actie voeren werd het voorstel voor de vestiging van een militaire basis in 1978 door de regering ingetrokken. In 1986 kreeg Aldabra de status van Werelderfgoed

### Theoretisch werk
Naast de vele rapporten over het veldwerk op de koraalriffen, publiceerde Stoddart ook een aantal artikelen over zijn opvattingen over de theorie en de geschiedenis van de geografie. In 1986 werd het merendeel van deze artikelen gebundeld in ‘On Geography and its History’. Hij vond dat de geografie-beoefening te gespecialiseerd was geworden, zeker na de opkomst van de zogenaamde kwantitatieve geografie. Er werd naar zijn mening veel te weinig aandacht geschonken aan het kernobject: de relatie tussen de mens en zijn (natuurlijke) omgeving. Hij verbaasde zich er over dat geografen zo weinig aandacht schonken aan milieukwesties. Het geografisch onderzoek zou zich moeten concentreren op de diversiteit van de hulpbronnen voor het overleven van de mens op deze planeet.
“Finally, no one can be a geographer without caring profoundly about man’s terrestrial inheritance and the ways in which it is used, a theme of conservation which goes back to George Perkins Marsh, and of social concern to Kropotkin and Reclus”

## Onderscheidingen
- Ness Award, Royal Geographical Society, 1965
- Prix Manley-Bendall, Institut Oceanographique de Monaco and the Sociéte Oceanographique de Paris, 1972.
- Darwin Medal of the International Society for Reef Studies, 1988
- Officer of the Order of the British Empire (OBE), 1979.
- Founder's Gold Medal of the Royal Geographical Society, 1979.
- Livingstone Medal of the Royal Scottish Geographical Society, 1981.
- Herbert E. Gregory Medal of the Pacific Science Association, 1986.
- Fellow of the American Association for the Advancement of Science, 2000.
- George Davidson Medal of the American Geographical Society, 2001.

## Publicaties, een selectie
- Stoddart, D.R. (eds.) 1996. Process and form in geomorphology. London: Routledge.
- Stoddart, D.R. 1994. Theory and reality: the success and failure of the deductive method in coral reef studies: Darwin to Davis. Earth Sciences History 13, pp. 21–34
- Ellison, J.C., & Stoddart, D.R. 1991. Mangrove ecosystem collapse during predicted sea-level rise: Holocene analogues and implications. Journal of Coastal Research, pp. 151–165.
- Stoddart, D.R. 1994. `This coral episode': Darwin, Dana, and the coral reefs of the Pacific. Darwin and the Pacific: essays on evolutionary theory and natural history in the laboratory of the Pacific 1840–1920, edited by R.M. MacLeod and P.F. Rehbock. Honolulu: University of Hawaii Press, pp. 21–48.
- Ellison, J.C. & Stoddart, D.R. 1991. Mangrove ecosystem collapse during predicted sea-level rise: Holocene analogues and implications. Journal of Coastal Research, pp. 151–165.
- Stoddart, D.R. 1987. To claim the high ground: geography for the end of the century. Transactions of the Institute of British Geographers, pp. 327–336.
- Stoddart, D.R. 1986. On geography and its history. New York: Blackwell.
- Stoddart, D.R. and R. Johannes (eds.). 1978. Coral Reef Research Methods. UNESCO.
- Stoddart D.R., R.F. McLean, T.P. Scoffin, B.G. Thom and D. Hopley. 1978. Evolution of Reefs and Islands, Northern Great Barrier Reef: Synthesis and Interpretation. Phil. Trans. R. Soc. Lond. B. 284(999), pp. 149–159.
- Johnston R.J, D.Gregory, P.Haggett, D.M.Smith & D.R.Stoddart. 1981. The Dictionary of Human Geography. Oxford: Blackwell.
- Stoddart, D.R. 1969. Ecology and morphology of recent coral reefs. Biological Reviews 44(4), pp. 433–498.
- Stoddart, D.R. 1966. Darwin's impact on geography. Annals of the Association of American Geographers 56(4), pp. 683–698.
- Stoddart, D. R. 1965. Geography and the ecological approach. The ecosystem as a geographic principle and method. Geography, 50(3), pp. 242–251.
- Meer dan 40 bijdragen in Atoll Research Bulletin, Smithsonian Institution, 1960–2000

- Bibsys: 90163498
- Biblioteca Nacional de España: XX921583
- Bibliothèque nationale de France: cb122780098 (data)
- CiNii: DA00360662
- Gemeinsame Normdatei: 1348703520
- International Standard Name Identifier: 0000 0001 1617 7271
- Library of Congress Control Number: n81094444
- Nationale Bibliotheek van Israël: 987007434290805171
- Nederlandse Thesaurus van Auteursnamen: 073214906
- Système universitaire de documentation: 031595820
- Virtual International Authority File: 34517929
- WorldCat: E39PBJjxpxh7whmp3WVkdf7fv3